# Braddan AFC
Braddan AFC is een voetbalclub uit Douglas, de hoofdstad van het eiland Man.

## Erelijst

### Competitie
- 1e divisie, kampioen in seizoenen: 1929-30, 1930-31,1936-37,1937-38
- 2e divisie, kampioen in seizoenen: 1924-25, 1953-54,1974-75,1985-86, 1992-93

### Beker
- Manx FA Cup: 1937-38
- Railway Cup: 1930-31, 1931-32, 1937-38
- Hospital Cup: 1935-36, 1936-37, 1945-46, 1952-53
- Woods Cup: 1976-77
- Paul Henry Gold Cup: 2003-04

## Stadion
Het stadion van Braddan AFC is het Cronkbourne Football Ground, gelegen op Victoria Road, Douglas. De capaciteit van het stadion is niet bekend.